# Kaspar Hassel
Kaspar Hassel (Roan, 6 de novembro de 1877 — Bergen, 9 de abril de 1962) foi um velejador e arquiteto norueguês, campeão olímpico. Ele competiu nos Jogos Olímpicos de Verão de 1920 na classe 12 Metre e conquistou a medalha de ouro na disputa realizada segundo as regras de 1919 a bordo do Heira II com Olaf Ørvig, Arthur Allers, Thor Ørvig, Erik Ørvig, Johan Friele, Martin Borthen, Egill Reimers e Christen Wiese.
Ele se formou na Universidade Norueguesa de Ciência e Tecnologia em 1899 e terminou seus estudos de arquitetura na Universidade Técnica de Berlim em 1901. Como arquiteto da cidade, Hassel teve uma forte influência no desenvolvimento urbano de Bergen.